# Jay Anacleto
Jay Anacleto (1961 - ) est un dessinateur philippin de comics.

## Biographie
Jay Anacleto prend contact avec Brian Haberlin, qui venait de quitter Top Cow pour fonder Avalon studios. Brian Haberlin lui propose un projet que lui et Brian Holguin avaient inventé : ainsi naît Aria, l'histoire d'une princesse des fées vivant parmi les hommes. Ce cadre de fantasie urbaine, original au milieu des innombrables comics de super-héros, et la qualité des dessins d'Anacleto rencontre un fort succès qui en fait la seconde meilleure vente du mois de janvier 1999[réf. souhaitée].
Par la suite, il dessine aussi Aria - Angela, avant de commencer à travailler sur un nouveau projet intitulé Athena Inc., là aussi en collaboration avec Brian Haberlin. En parallèle, il continue de réaliser les couvertures des mini-séries Aria suivantes et illustre Aria - A mindwinter dream, un petit livre de contes écrit par Brian Holguin.
À sa sortie, Athena inc. - The Beginning étonne encore une fois[réf. souhaitée]. En effet, cette histoire indépendante s'éloigne de la bande dessinée pour se rapprocher du cinéma : les illustrations sont toutes des dessins non encrés rendus en bichromie et les cases ne sont pas accolées les unes aux autres. Quant aux dialogues, ils ne sont pas dans des bulles mais plutôt dans des cadres indépendants des images, qui flottent au milieu des cases. Ce numéro est suivi quelques mois plus tard d'une série limitée intitulée Athena Inc. - The Manhunter project.
Jay Anacleto travaille en 2008 au dessin de la suite de Marvels, intitulée Marvels: Eye of the Camera', la série à succès qui a fait connaître Alex Ross.

## Œuvre
- The magic of Aria #1-4 1999, dans The magic of Aria magazine 1-2 1999, republié dans The magic of Aria album 1 2001  (ISBN 2-9140-8232-0), écrit par Brian Holguin, dessiné et encré par Jay Anacleto
- Aria - Angela #1-2 2000, dans The magic of Aria magazine 3 2001, écrit par Brian Holguin, dessiné et encré par Jay Anacleto
- Athena Inc. 2001, inédit en français, écrit par Brian Haberlin, illustré par Jay Anacleto
- Aria - A mindwinter dream 2002, inédit en français, écrit par Brian Holguin, illustré par Jay Anacleto
- Athena Inc. - Agent roster 2002, inédit en français, écrit par Brian Haberlin, illustré par Jay Anacleto
- Athena Inc. - The Manhunter Project #1-6 2002 - 2003, inédit en français, écrit par Brian Haberlin, illustré par Jay Anacleto

## Prix et récompenses
- 1999 : Prix Russ Manning[2]